# نادژدا سوکولوا
نادژدا سوکولوا (به روسی: Надежда Соколова؛ زادهٔ ۸ نوامبر ۱۹۹۶) یک کشتی‌گیر آزادکار کشور روسیه است.
از افتخارات وی می‌توان به کسب مدال برنز مسابقات قهرمانی کشتی جهان ۲۰۲۱ اشاره کرد.